# Seeblick
Seeblick è un comune di 894 abitanti del Brandeburgo, in Germania.

Appartiene al circondario della Havelland ed è amministrato dell'Amt Rhinow.

## Storia
Il comune di Seeblick venne creato il 31 dicembre 2001 dalla fusione dei comuni di Hohennauen, Wassersuppe e Witzke.
Il nome del nuovo comune significa "Vista sul lago", con riferimento alla posizione geografica.

## Geografia antropica

### Suddivisioni amministrative
Il comune di Seeblick si compone di 3 centri abitati (Ortsteil):
- Hohennauen
- Wassersuppe
- Witzke